# Narendra Karmarkar
Narendra Krishna Karmarkar (Gwalior, 1957) è un matematico indiano famoso per l'invenzione di numerosi algoritmi. Fa parte dei ricercatori ISI più citati.

## Biografia
Narendra Karmar nacque nel 1957 in India in Gwalior da una famiglia Marathi. Studiò all'IIT Bombay, al California Institute of Technology e all'University of California, Berkeley. Ha lavorato presso i Bell Laboratories in New Jersey dove nel 1984 pubblicò l'algoritmo che prende il suo nome e presso il Tata Institute of Fundamental Research a Mumbai. 
Attualmente sta lavorando ad una particolare architettura per il supercomputing.

## Scoperte, invenzioni e premi
- Ricevuto Premio National Science Talent, 1972;
- Inventato Algoritmo di Karmarkar, 1984;
- Ricevuto Premio Frederick W. Lanchester, 1984;
- Ricevuto Premio Marconi International Young Scientist, 1985;
- Ricevuto Premio Texas Instruments Founder, 1986.;
- Ricevuto Premio Fulkerson, 1988;
- Ricevuto Premio Paris Kanellakis, 2000;